# هیجان

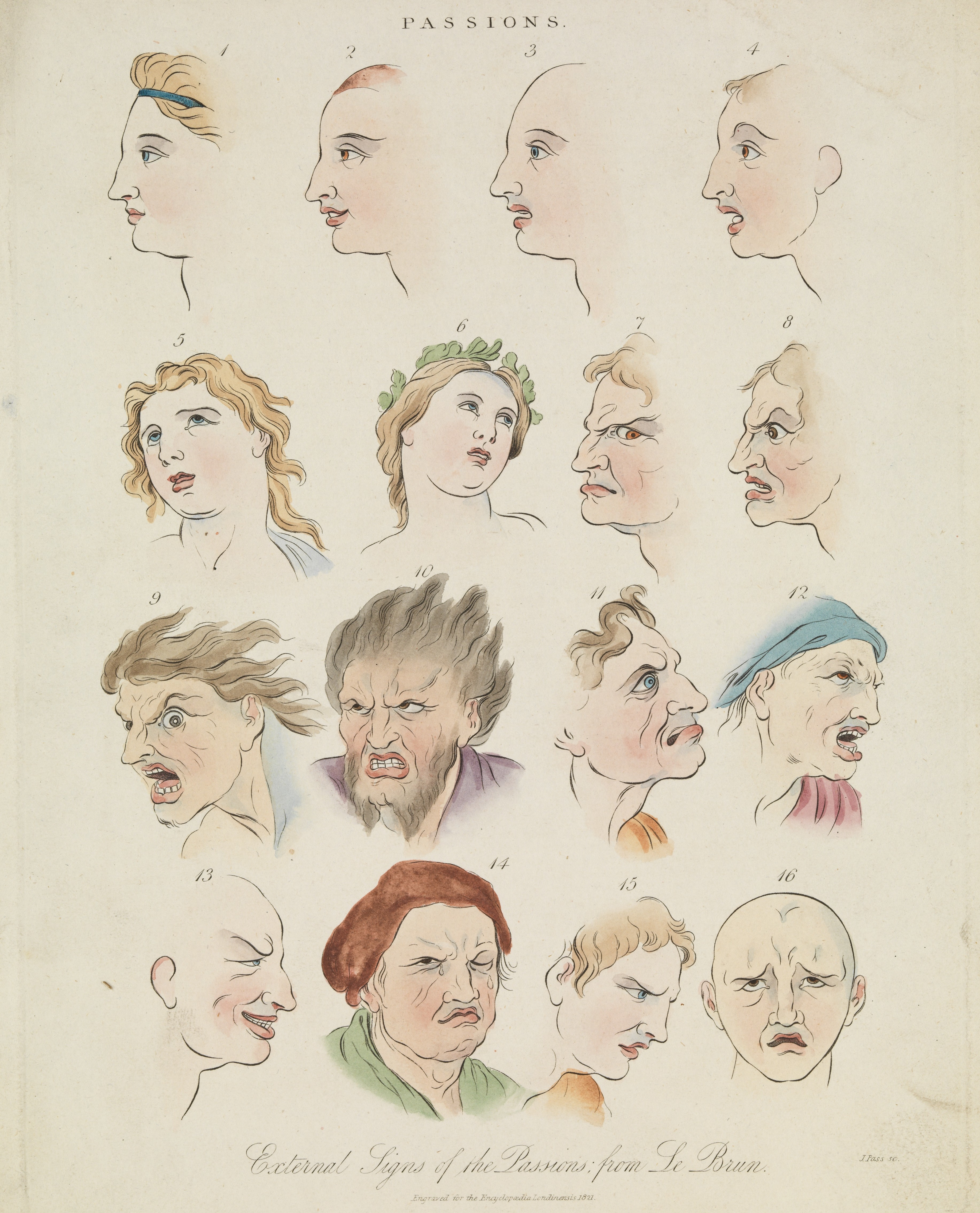
شانزده چهره بیانگر حالت‌های مختلف احساسات انسانی توسط جی پاس، ۱۹۸۱، پس از چارلز لو برون

هیجان (به انگلیسی: Emotion) به حالات ذهنی و فیزیکی گفته میشود که از تغییرات نوروفزیولوژیکال نشات میگیرند، به طور کلی با احساسات، افکار و واکنش رفتاری و معمولا با مقداری از خوشی یا ناخوشی همراه است. در حال حاضر اجماع علمی برای تعریف هیجان وجود ندارد. هیجان با خلق و خو، شخصیت، خلاقیت و تمایلات در هم آمیخته است. هیجان از سه مؤلفهٔ اساسی برخورد است:
- مؤلفهٔ شناختی، افکار، باورها و انتظارهایی که نوع و شدت پاسخ هیجانی را تعیین می‌کنند. آنچه برای یک فرد فوق‌العاده لذت بخش است، ممکن است برای دیگری کسل‌کننده یا آزاردهنده باشد.
- مؤلفهٔ فیزیولوژیکی که شامل تغییرات جسمی در بدن است. برای مثال، هنگامی که بدن از نظر هیجانی به واسطهٔ ترس یا خشم برانگیخته می‌شود، ضربان قلب زیاد می‌شود، مردمکها گشاد می‌شوند و میزان تنفس افزایش می‌یابد. اکثر هیجان‌ها شامل یک انگیختگی کلی و غیر اختصاصی دستگاه عصب هستند. با این حال در سال ۲۰۰۷ پس از انجام آزمایش‌های گوناگون روی میمونها محققان به این نتیجه رسیدند که مدارهای عصبی متفاوتی در آمیگدال برای پردازش دو هیجان ترس و غافلگیری فعال می‌شوند.[۳]
- مؤلفهٔ رفتاری، به حالت‌های مختلف ابراز هیجان‌ها اشاره می‌کند. جلوه‌های چهره‌ای، حالت‌های اندام و حرکت‌های بیانگر، و آهنگ صدا همراه با خشم، لذت، شادی، غم، ترس و هیجان‌های دیگر تغییر می‌کنند.
- جلوهٔ چهره ای مهم‌ترین شکل ارتباط هیجانی هستند. بررسی‌هایی که صورت گرفته‌اند، نشان می‌دهند که برخی از جلوه‌های خاصِ چهره‌ای، ذاتی هستند؛ و بنابراین، در همه جای دنیا آن‌ها را می‌شناسند.
- هیجان‌ها متشکل از الگوهای پاسخ‌های فیزیولوژیکی و رفتارهای مخصوص به نوع هستند؛ و در واقع غالباً از نظر مردم هیجان همان احساسی است که به فرد دست می‌دهد؛ ولی هیجان یک رفتار است نه یک تجربهٔ خصوصی و پدیده‌ای است که در بقای نوع و تولید مثل نقش دارد.
- از علایم هیجان می‌توان به تپش قلب و بالا رفتن فشار خون اشاره کرد.

باید متوجه بود که معنای عواطف و احساسات در گذر زمان دستخوش تغییراتی شده است. به خصوص در متن‌های ترجمه شده به فارسی باید توجه داشت که صحبت از کدام‌یک از آن دو است. برای مثال در فرهنگ استنفورد بیان شده است: برای عاطفه‌ای مثل ترس هنگام رو به رو شدن با یک خرس می‌توان اجزای منطقی مختلفی در نظر گرفت؛ جزء ارزیابانه که توسط آمیگدال و لوب پیشانی جهت جنگ یا گریز پردازش میشود (تشخیص این که خرس خطرناک است و باید فرار کرد یا با آن جنگید)، جزء فیزیولوژیکی (افزایش فوری ضربان قلب و فشار خون، گشاد شدن مردمک و افزایش تمرکز به دلیل ترشح آدرنالین) که می‌تواند سرنوشت ساز باشد.
داماسیو یکی از پیشگامان پژوهش‌های عصب شناختی پیشنهاد می‌کند که از کلمه احساس برای «تجربه ذهنی و خصوصی یک عاطفه» استفاده کنیم و عاطفه را برای «مجموعه‌ای از واکنش‌ها که بسیاری بصورت عمومی قابل مشاهده است» کنار بگذاریم؛ یعنی ما با وجود اینکه به عنوان موجودی صاحب شعور و آگاهی توانایی ادراک احساسات خودمان را داریم اما نمی‌توانیم احساسات فرد دیگری را مشاهده کنیم. کس دیگری هم نمی‌تواند احساسات ما را مشاهده کند بلکه فقط بخشی از عواطفی که به چنین احساساتی دامن زده برایشان قابل رویت است.
داماسیو با ذکر آزمایشی روی مردی که نقص حافظه جدی دارد و بنابر این نمی‌تواند با آگاهی از گذشته کاری را انجام دهد و چیزی یاد بگیرد نشان می‌دهد که او در مواجهه با افراد عواطف خوب یا بدی را تجربه می‌کند چراکه باعث می‌شود بدون اطلاع از نام یا توانایی تشخیص چهره این افراد برخی را به برخی دیگر ترجیح دهد؛ بنابراین ما برای ایجاد عاطفه نیاز به آگاهی نداریم و نمی‌توانیم عواطف را به اختیار خود مهار کنیم. ما در حالت شادی یا غم قرار می‌گیریم و شاید بتوانیم برایشان عللی پیدا کنیم اما نمی‌توانیم با قطعیت بدانیم که این‌ها علل واقعی هستند. عواطف به شکلی ناخودآگاه در ما القا می‌شوند و ما تاحدودی می‌توانیم بیان برخی عواطف را مهار کنیم –خشم یا ناراحتی- اما غالباً در چنین کاری مهارت نداریم و برای همین به بازیگران خوب که در نحوه بیان عواطفشان مهارت دارند پول زیادی می‌دهیم. به دلیل وجه ناخودآگاه هیجانات است که تقلید عواطف دشوار است. شاید بتوانیم عواطف را تربیت کنیم و تظاهرات عاطفی را در چهره خود تا حدودی سرکوب کنیم اما نمی‌توانیم آن‌ها را کاملاً سرکوب کنیم و وجود احساسات گواه این ناتوانی ماست.

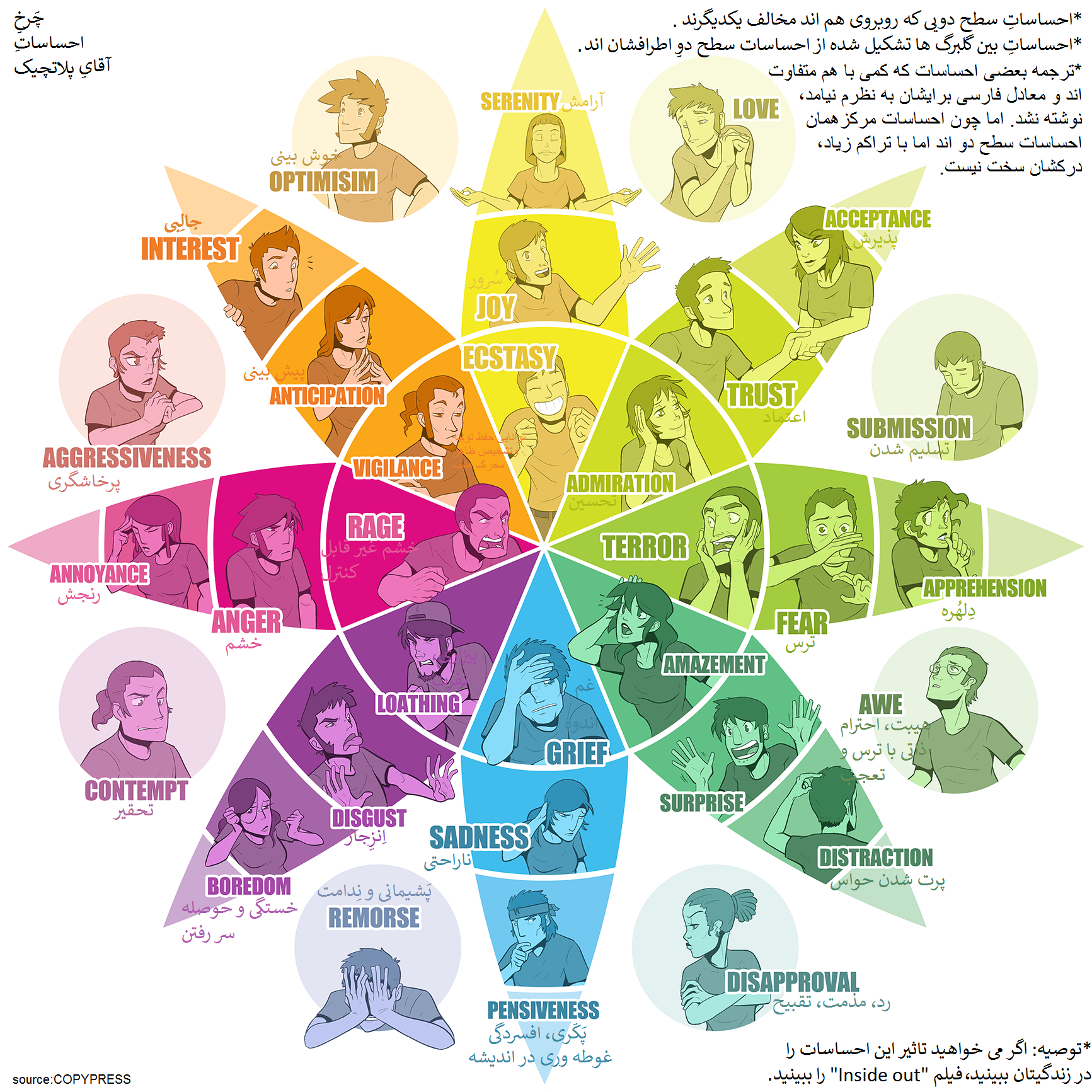
چرخِ احساساتِ پلاتچیک

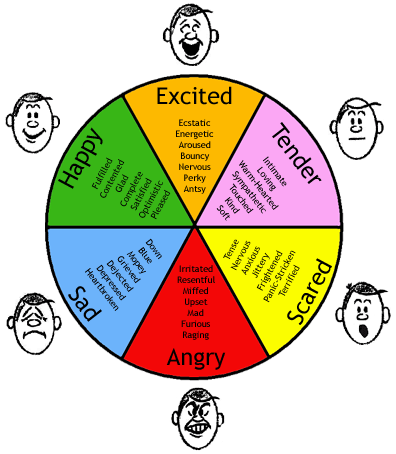
مثال‌هایی از عواطف پایه